# Algă albastră-verde
Algele albastre-verzi sunt organisme procariote, aparținând de încrengătura Cyanophyta. 
În ciuda numelui de "algă", algele albastre-verzi sunt bacterii, nu organisme eucariote precum algele. Algele albastre verzi sunt înrudite cu familia algelor numai prin cloroplastul specific alegelor eucariote.
Toate formele sunt autotrofe. Culoarea o datorează pigmentului albastru ficocianina, care, împreună cu clorofila, dau algei culoarea albastră-verzuie. Pigmenții sunt împrăștiați haotic în citoplasmă. Spirulina (Spirulina Platensis), este cea mai cunoscută din categoria algelor albastre.
Citoplasma mai conține granule amidonoase de rezervă. Aceste alge se pot aranja sub formă de lanțuri, colonii sau filamente. Fiecare celulă din aceste forme „multicelulare” este identică cu cealaltă. Astfel, reproducerea este asexuată. De cele mai multe ori, aceasta constă în formarea celulelor în cadrul filamentelor în urma procesului de diviziune celulară.